# Дикун, Игорь Владимирович
И́горь Влади́мирович Дику́н (укр. Ігор Володимирович Дикун; 4 июня 1994, Борщёв) — украинский военнослужащий, майор, участник российско-украинской войны. Герой Украины (2022).

## Биография
Дикун окончил Национальную академию сухопутных войск имени гетмана Петра Сагайдачного. С 2014 года принимал участие в боевых действиях на востоке Украины. 19 июня 2014 года участвовал в освобождении Ямполя, где получил осколочные ранения и контузию; пуля пробила каску, но застряла между кевларом и черепом. После лечения вернулся на службу.
23 марта 2022 года, во время боя в районе города Ирпень на Киевщине, исполняя обязанности заместителя командира сводной роты, получил огнестрельное ранение.

## Награды
- Звание «Герой Украины» с удостоением ордена «Золотая Звезда» (26 марта 2022) — за личное мужество и героизм, проявленные в защите государственного суверенитета и территориальной целостности Украины, верность военной присяге[2].
- Орден Богдана Хмельницкого III степени (8 апреля 2024) — за личное мужество и высокий профессионализм, проявленные в защите государственного суверенитета и территориальной целостности Украины, верность военной присяге[3].
- Орден «За мужество» III степени (2014) — за личное мужество и самоотверженные действия, проявленные в защите государственного суверенитета и территориальной целостности Украины, верность военной присяге.